# 2024-es labdarúgó-Európa-bajnokság (selejtező – A csoport)
A 2024-es labdarúgó-Európa-bajnokság selejtezőjének A csoportjának mérkőzéseit tartalmazó lapja.
A csoportban öt válogatott, Spanyolország, Skócia, Norvégia, Grúzia és Ciprus szerepelt. A csapatok oda-visszavágós körmérkőzéses rendszerben mérkőztek egymással. Az első két helyezett kijutott az Európa-bajnokságra. A pótselejtező résztvevői a 2022–2023-as Nemzetek Ligájában elért eredmények alapján dőltek el.

## Tabella
| Hely. | Csapat        | M | Gy | D | V | G+ | G– | Gk  | P  | Továbbjutás                           |  | Spanyolország | Skócia | Norvégia | Grúzia | Ciprusi Köztársaság |
| ----- | ------------- | - | -- | - | - | -- | -- | --- | -- | ------------------------------------- |  | ------------- | ------ | -------- | ------ | ------------------- |
| 1.    | Spanyolország | 8 | 7  | 0 | 1 | 25 | 5  | +20 | 21 | Kijutott a 2024-es Európa-bajnokságra |  | —             | 2–0    | 3–0      | 3–1    | 6–0                 |
| 2.    | Skócia        | 8 | 5  | 2 | 1 | 17 | 8  | +9  | 17 | Kijutott a 2024-es Európa-bajnokságra |  | 2–0           | —      | 3–3      | 2–0    | 3–0                 |
| 3.    | Norvégia      | 8 | 3  | 2 | 3 | 14 | 12 | +2  | 11 |                                       |  | 0–1           | 1–2    | —        | 2–1    | 3–1                 |
| 4.    | Grúzia        | 8 | 2  | 2 | 4 | 12 | 18 | −6  | 8  | Pótselejtezőre került                 |  | 1–7           | 2–2    | 1–1      | —      | 4–0                 |
| 5.    | Ciprus        | 8 | 0  | 0 | 8 | 3  | 28 | −25 | 0  |                                       |  | 1–3           | 0–3    | 0–4      | 1–2    | —                   |

## Mérkőzések
A csoportok sorsolását 2022. október 9-én tartották Frankfurtban. A menetrendet az UEFA október 10-én tette közzé. Az időpontok közép-európai idő szerint, zárójelben helyi idő szerint értendők.
| 2023. március 25. 15:00 (14:00 UTC±0) |

| Skócia                         | 3–0               | Ciprus |
| ------------------------------ | ----------------- | ------ |
| McGinn 21' McTominay 87' 90+3' | (1–0) Jegyzőkönyv |        |

| Hampden Park, Glasgow Játékvezető: Duje Strukan (horvát) |

| 2023. március 25. 20:45 |

| Spanyolország           | 3–0               | Norvégia |
| ----------------------- | ----------------- | -------- |
| Olmo 13' Joselu 84' 85' | (1–0) Jegyzőkönyv |          |

| La Rosaleda, Málaga Játékvezető: Benoît Bastien (francia) |

| 2023. március 28. 18:00 (20:00 UTC+4) |

| Grúzia         | 1–1               | Norvégia    |
| -------------- | ----------------- | ----------- |
| Mikautadze 60' | (0–1) Jegyzőkönyv | Sørloth 15' |

| Batumi Stadion, Batumi Játékvezető: Andris Treimanis (lett) |

| 2023. március 28. 20:45 (19:45 UTC+1) |

| Skócia           | 2–0               | Spanyolország |
| ---------------- | ----------------- | ------------- |
| McTominay 7' 51' | (1–0) Jegyzőkönyv |               |

| Hampden Park, Glasgow Játékvezető: Sandro Schärer (svájci) |

| 2023. június 17. 18:00 |

| Norvégia               | 1–2               | Skócia               |
| ---------------------- | ----------------- | -------------------- |
| Haaland 61' (11-esből) | (0–0) Jegyzőkönyv | Dykes 87' McLean 89' |

| Ullevaal Stadion, Oslo Játékvezető: Matej Jug (szlovén) |

| 2023. június 17. 20:45 (21:45 UTC+3) |

| Ciprus                | 1–2               | Grúzia                          |
| --------------------- | ----------------- | ------------------------------- |
| Pittas 39' (11-esből) | (1–1) Jegyzőkönyv | Mikautadze 31' Davitashvili 84' |

| AEK Arena – Georgios Karapatakis, Lárnaka Játékvezető: Fábio Veríssimo (portugál) |

| 2023. június 20. 20:45 |

| Norvégia                                 | 3–1               | Ciprus         |
| ---------------------------------------- | ----------------- | -------------- |
| Solbakken 12' Haaland 56' (11-esből) 60' | (1–0) Jegyzőkönyv | Kastanos 90+3' |

| Ullevaal Stadion, Oslo Játékvezető: Alekszandar Sztavrev (északmacedón) |

| 2023. június 20. 20:45 (19:45 UTC+1) |

| Skócia                    | 2–0               | Grúzia |
| ------------------------- | ----------------- | ------ |
| McGregor 6' McTominay 47' | (1–0) Jegyzőkönyv |        |

| Hampden Park, Glasgow Játékvezető: Vad István (magyar) |

| 2023. szeptember 8. 18:00 (20:00 UTC+4) |

| Grúzia          | 1–7               | Spanyolország                                                             |
| --------------- | ----------------- | ------------------------------------------------------------------------- |
| Csakvetadze 49' | (0–4) Jegyzőkönyv | Morata 22' 40' 66' Kvirkvelia 27' (öngól) Olmo 38' Williams 68' Yamal 74' |

| Borisz Paicsadze Stadion, Tbiliszi Játékvezető: Daniel Siebert (német) |

| 2023. szeptember 8. 20:45 (21:45 UTC+3) |

| Ciprus | 0–3         | Skócia                               |
| ------ | ----------- | ------------------------------------ |
|        | Jegyzőkönyv | McTominay 6' Porteous 16' McGinn 30' |

| AEK Arena, Lárnaka Játékvezető: Berke Balázs (magyar) |

| 2023. szeptember 12. 20:45 |

| Norvégia                 | 2–1               | Grúzia           |
| ------------------------ | ----------------- | ---------------- |
| Haaland 25' Ødegaard 33' | (2–0) Jegyzőkönyv | Zivzivadze 90+1' |

| Ullevaal Stadion, Oslo Játékvezető: Nikola Dabanović (montenegrói) |

| 2023. szeptember 12. 20:45 |

| Spanyolország                                           | 6–0               | Ciprus |
| ------------------------------------------------------- | ----------------- | ------ |
| Gavi 18' Merino 33' Joselu 70' Torres 73' 83' Baena 77' | (2–0) Jegyzőkönyv |        |

| Nuevo Los Cármenes, Granada Játékvezető: Simone Sozza (olasz) |

| 2023. október 12. 20:45 (21:45 UTC+3) |

| Ciprus | 0–4               | Norvégia                                |
| ------ | ----------------- | --------------------------------------- |
|        | (0–1) Jegyzőkönyv | Sørloth 33' Haaland 65' 72' Aursnes 81' |

| AEK Arena – Georgios Karapatakis, Lárnaka Játékvezető: Donatas Rumšas (litván) |

| 2023. október 12. 20:45 |

| Spanyolország         | 2–0               | Skócia |
| --------------------- | ----------------- | ------ |
| Morata 73' Sancet 86' | (0–0) Jegyzőkönyv |        |

| La Cartuja, Sevilla Játékvezető: Serdar Gözübüyük (holland) |

| 2023. október 15. 15:00 (17:00 UTC+4) |

| Grúzia                                                                    | 4–0               | Ciprus |
| ------------------------------------------------------------------------- | ----------------- | ------ |
| Kiteishvili 46' Kvarachelia 58' Shengelia 82' Mikautadze 90+5' (11-esből) | (0–0) Jegyzőkönyv |        |

| Mikheil Meskhi Stadion, Tbiliszi Játékvezető: Rob Jones (angol) |

| 2023. október 15. 20:45 |

| Norvégia | 0–1               | Spanyolország |
| -------- | ----------------- | ------------- |
|          | (0–0) Jegyzőkönyv | Gavi 49'      |

| Ullevaal Stadion, Oslo Játékvezető: Tobias Stieler (német) |

| 2023. november 16. 18:00 (21:00 UTC+4) |

| Grúzia              | 2–2               | Skócia                        |
| ------------------- | ----------------- | ----------------------------- |
| Kvarachelia 15' 57' | (1–0) Jegyzőkönyv | McTominay 49' Shankland 90+2' |

| Borisz Paicsadze Stadion, Tbiliszi Játékvezető: Alekszandar Sztavrev (északmacedón) |

| 2023. november 16. 20:45 (21:45 UTC+2) |

| Ciprus     | 1–3               | Spanyolország                     |
| ---------- | ----------------- | --------------------------------- |
| Pileas 75' | (0–3) Jegyzőkönyv | Yamal 5' Oyarzabal 22' Joselu 28' |

| Alphamega Stadion, Limassol Játékvezető: Mikola Balakin (ukrán) |

| 2023. november 19. 20:45 (19:45 UTC±0) |

| Skócia                                        | 3–3               | Norvégia                             |
| --------------------------------------------- | ----------------- | ------------------------------------ |
| McGinn 13' Østigård 33' (öngól) Armstrong 59' | (2–2) Jegyzőkönyv | Dønnum 3' Larsen 20' Elyounoussi 86' |

| Hampden Park, Glasgow Játékvezető: Horațiu Feșnic (román) |

| 2023. november 19. 20:45 |

| Spanyolország                                    | 3–1               | Grúzia          |
| ------------------------------------------------ | ----------------- | --------------- |
| Le Normand 4' Torres 55' Lochoshvili 72' (öngól) | (1–1) Jegyzőkönyv | Kvarachelia 10' |

| José Zorrilla, Valladolid Játékvezető: Ovidiu Hațegan (román) |